# هانس بيتر كريستيان مولر
هانس بيتر كريستيان مولر (بالدنماركية: Hans Peter Christian Møller)‏ هو عالم دنماركي، ولد في 10 نوفمبر 1810 في هيليسينكور في الدنمارك، وتوفي في 18 أكتوبر 1845 في روما في إيطاليا.